# André Kana-Biyik
André Kana-Biyik (Sackbayene, 1 de setembro de 1965), é um ex-futebolista camaronês. Jogou duas Copas do Mundo: 1990 e 1994.
André é irmão mais velho de François Omam-Biyik, e ambos jogaram juntos na Seleção Camaronesa nas Copas de 1990 e 1994.